# Kocsis László Levente
Kocsis László Levente (Szolnok, 1965. június 15. –) magyar filozófus, képzőművész, színész, drámapedagógus, rendező, művészeti menedzser, Executive MBA – Stratégiai marketing szaktanácsadó, interkulturális pedagógus-pszichológus, mentálhigiénés szervezetfejlesztő és terapeuta.

## Életpályája

### Fiatalkora
A Szolnoki Művésztelep közvetlen szomszédságában gyerekeskedett és ott kezdte meg képzőművészeti tanulmányait tizenévesen Szabó László szobrászművésznél, majd Fazekas Magdolna festőművésznél. 1982-től a Szigligeti Színház produkcióiban szerepelt.  1986-ban a Kilián György Repülő Műszaki Katonai Főiskola hallgatója lett, a Repülőgép-vezető és Megfigyelő Szaktanszék, Repülésirányító tanszék, vadászirányító-megfigyelő szakon. Egyetemi tanulmányait 1991-ben kezdte meg. Több kiállításon, valamint színházi előadásban is szerepelt.

### Egyetemi tanulmányai
Több mint két évtizedes tapasztalata van a felnőtt és felsőoktatásban. Végzettségét tekintve filozófus (JPTE), pszichológus (ELTE), majd posztgraduális tanulmányokat folytatott és szerzett végzettségeket menedzsment, szervezetfejlesztés és marketing tudományokban.
Üzleti gyakorlattal is rendelkezik, számos felső vezetői és igazgatósági tanácsadói pozíciót töltött be a köz- és versenyszférában egyaránt.
Doktori (PhD) tanulmányait Gazdaság-, régió- és politikatörténet tárgykörben abszolválta a PPKE Történelemtudományi Doktori Iskola képzésén.
MBA diplomát stratégiai marketingből szerzett a METU gazdaságtudományok képzési területén. 

### Főbb munkaállomásai
- Igazgatói tanácsadó, Fővárosi Munkaügyi Központ
- Mb. főigazgató,[3] marketingigazgató,[4] Szegedi Nemzeti Színház és Szegedi Szabadtéri Játékok
- Művészeti titkár, Játékszín Terézkörúti Színház
- Művésztanár – Kolibri Színház, színész-bábszínész szak
- Színházelmélet, dráma- és filozófiatanár, Vörösmarty Mihály Gimnázium,[5]
- Színházelmélet, dráma- és filozófiatanár, Nagy László Gimnázium[6]
  - Felső- és felnőttoktatási tanár
    - BM–Bűnmegelőzési Akadémia
    - BM–Rendészeti Szakközépiskola, Budapest
    - BM–Rendőrtiszti Főiskola
    - ELTE –Állam- és Jogtudományi Kar
    - Magyar Néphadsereg Kilián György Repülő Műszaki Katonai Főiskola, Szolnok
    - Mandala Transzperszonális Pszichológia Műhely, Budapest
    - Milton Friedman Egyetem
    - Minerva Érettségizettek Szakközépiskolája, Budapest
    - Pallas70 Vizsgaközpont / Pallas Centrum Oktatási Központ, Budapest
    - Perfekt Gazdasági Tanácsadó, Oktató és Kiadó Zrt., Budapest
    - Péter Rózsa Érettségizettek Szakközépiskolája, Budapest
    - Soter-Line Oktatási Központ, Budapest
    - Zsámbéki Tanítóképző Főiskola

## Szerepei

### Színházban
- Henry Duval, Karinthy Frigyes: Szabályos lélektani dráma (R.: Rácz Ferenc), Hevesi Sándor Színtársulat Budapest B.M.-Duna Palota - 2005.11.22.[7]
- Hanuschek, Rejtő Jenő: Alterego (R.: Rácz Ferenc), Hevesi Sándor Színtársulat Budapest, B.M.-Duna Palota - 2002.12.08.
- Dömdödöm, Lázár Ervin: Költői verseny (R.: Rácz Ferenc), Hevesi Sándor Színtársulat Budapest B.M.-Duna Palota - 2002.12.08.
- Orvos, Margaret Edson: Wit – Fekete angyal (R.: Makk Károly), Játékszín Terézkörúti Színház 2001.04.06.
- Madame, Jean Genet: Cselédek (R. Deák Erika & K.L.L.), Egyetemi Színpad a Miskolci Bölcsész Egyesület Egyetemén 1991/1992.
- A költő fiatalon, In memoriam József Attila (R.: Varga Béla, K.: Paál István), Szolnoki Szigligeti Színház - 1986.
- A legkisebb fiú, Mesék Mátyás Királyról (R.: Takáts Gyula), Szolnoki Művelődési Központ - 1985.
- Választópolgár, Cariaglie: Elveszett levél (R.: Árkosi Árpád), Szolnoki Szigligeti Színház - 1984.
- Florentin, Balázs Béla: Az utolsó nap (R.: Varga Béla), Szolnoki Híd Színház - 1983.

### TV-ben
- Dr. Kőszegi Károly nőgyógyász, Barátok közt c. TV-játékfilm (sorozat) RTL Klub, 2004, 2005.
- Tanár, Repeta: „Póráz” c. TV-játékfilm (sorozat) MTV2, 1997–1999.

## Rendezései
- Újnyugat Irodalmi Kör Legendák nyomában – irodalmi szalonok József Attila Színház (Szabó Zoltán Attila társrendezője)
- Szeged város önkormányzatának karácsonyi gála műsora; Szegedi Nemzeti Színház és Szabadtéri Játékok – Nagyszínház - 2002.12.16.
- Lions jótékonysági gála; Szegedi Nemzeti Színház és Szabadtéri Játékok – Nagyszínház - 2002.XI.30.
- Boban Marković és a 100 tagú cigányzenekar koncertje; Szegedi Nemzeti Színház és Szabadtéri Játékok – Dóm-tér - 2002.08.18.
- Jean-Paul Sartre: Zárt tárgyalás ; Hevesi Sándor Színtársulat B.M.-Duna Palota Budapest - 2001.12.08
- In memoriam Mensáros László (emlékest) - Játékszín Terézkörúti Színház Budapest - 2001.01.26.
- A. Strindberg: A kisasszony; ODT Vörösmarty Mihály Drámatagozatos Gimnázium, Budapest - 1999.03.25.
- Méhes György: Nincs kilincs; ODT Vörösmarty Mihály Drámatagozatos Gimnázium, Budapest - 1999.03.20.
- OM-Odyssey of the Mind; Nemzetközi Kreatív Fesztivál, Shakespeare – Performance Hollandia - 1998.
- OM-Odyssey of the Mind; Magyarországi Kreatív verseny, Hithcock – Performance Kecskemét - 1998.
- A. Strindberg: Társak; Egyetemi Színpad Pécs JPTE-BTK - 1997.
- A. Strindberg: Erősebb; Egyetemi Színpad Miskolc ME-BTK - 1994.
- R. Brautigan: Görögdinnye édes levében; Egyetemi Színpad a Miskolci Bölcsész Egyesület egyetemén - 1992.
- J. Genet: Cselédek; Egyetemi Színpad, Miskolci Bölcsész Egyesület egyetemén, 1991.

### Egyéb munkái
- Raiffeisen Bank Gála (R.: Korognai Károly), Szegedi Nemzeti Színház és Szabadtéri Játékok – Nagyszínház - 2002.11.25.
- Michel Tremblay: Sógornők c. (R.: Székhelyi József) művének példány korrekciója, Szegedi Nemzeti Színház és Szabadtéri Játékok – Kamara Tantusz
- Interaktív referencia anyag, a Szegedi Szabadtéri Játékok interaktív referencia anyagának összeállítása, szerkesztése, rendezése, Szegedi Nemzeti Színház és Szabadtéri Játékok – Dóm-tér – 2002.
- Egressy Zoltán: Portugál c. (R.: Szerémi Zoltán (Korognai Károly)) darab vendégjátéka Kapolcson 2002.07.30–31. Közreműködő Szegedi Nemzeti Színház és Szabadtéri Játékok
- Kajak-Kenu Gála - Szegedi Szabadtéri Játékok - 2002.07.17.
- Margaret Edson: Wit – Fekete angyal (R.: Makk Károly), Játékszín Terézkörúti Színház Budapest - 2001.04.06.
- Éric-Emanuel Schmitt: Rejtélyes viszonyok (R.: Makk Károly), színházi közvetítés koordinálása - 2000.09.12–15.

### Egyéb színházi tevékenységek
- 2016-ban a Turay Ida Színház marketingvezetője.
- 2014–2015-ben a József Attila Színház művészeti munkatársa.
- A 2003-as Szegedi Szabadtéri Játékok teljes körű (művészeti – gazdasági) programjának összeállítója és egyszemélyi felelőse.
- Marketing igazgató, Szegedi Nemzeti Színház és Szabadtéri Játékok.
- Mb. főigazgató, Sz.N.Sz.& Sz.J.
- Marketing igazgató, Sz.N.Sz.& Sz.J.
- Kreatív és kommunikációs igazgató, Sz.N.Sz.& Sz.J.
- Dramaturg, Sz.N.Sz.& Sz.J.
- A Hevesi Sándor Színtársulat (B.M.-Duna Palota Budapest) tagja, 2001–2007.
- A B.M.-B.R.Sz.K.I. kreatív tanára és ünnepségeinek szervezője, rendezője, 2001–2002.
- A Játékszín Terézkörúti Színház titkárságvezetője, művészeti titkára, dramaturgja, rendezőasszisztense, színésze, 2000–2001.

## Kiállítások
- 2010 Málna Fesztivál, Kismaros csoportos kiállítás.
- 2007 Málna Fesztivál, Kismaros csoportos kiállítás.
- 2006 Málna Fesztivál, Kismaros csoportos kiállítás.
- 2005 Dunakanyar Művészeti Antológia 14. o.
- 2005 Málna Fesztivál, Kismaros csoportos kiállítás.
- 2005 Szilvuplé Art Café, Budapest önálló kiállítás.
- 2004 Jókai Klub, Budapest önálló kiállítás.
- 2004 Duna Palota, Budapest önálló kiállítás.
- 2004 Teleház, Kismaros önálló kiállítás.
- 2004 Suzuki Ház Galéria, Budapest önálló kiállítás.
- 2004 Málna Fesztivál, Kismaros csoportos kiállítás.
- 2004 Művelődési Ház, Törökbálint önálló kiállítás.
- 1998 tanulmányút: Hollandia/Amsterdam (OM-Odyssey of the Mind: Nemzetközi Fesztivál).
- 1992 alkotótábor (Harkány-Siklós-Villány) csoportos kiállítás.
- 1991 Irodalmi Kávéház, Martfű önálló kiállítás.
- 1990 Művelődési Központ, Kisújszállás nemzetközi tárlat.
- 1990 Művelődési Központ, Tiszaföldvár csoportos kiállítás.
- 1989 Művészeti Galéria - Műv. Közp., Martfű önálló kiállítás.
- 1989 Művelődési Központ, Martfű csoportos kiállítás.
- 1989 Művelődési Központ, Tiszaszentimre csoportos kiállítás.
- 1989 Megyei Művelődési Központ, Szolnok csoportos kiállítás.
- 1989 Szigligeti Színház, Szolnok, csoportos kiállítás.
- 1986 Téli Tárlat, Szeged csoportos kiállítás.

### Kiállításrendezések
- A Szegedi Nemzeti Színház és a Szegedi Szabadtéri Játékok keretében létesítette a Foyer Galériát Deák Erika művészeti menedzserrel közösen (2002/2003). A galéria kiállításai: 
  - Ale Ildikó – textilművész
  - Dina András – grafikusművész
  - Kiss Attila Etele – grafikusművész
  - Miksa Bálint – festőművész
  - Takáts Márton – grafikusművész
  - Vízkelety Márton – fotóművész
  - Molnár Gábor – fotós
- Játékszín Terézkörúti Színház Képzőművészeti Galériájában Czipó Gabriella r.asszisztenssel kiállításokat rendezett (2000/2001): 
  - Papp Anikó Míra – grafikusművész
  - Magyar Rajztanárok Országos Egyesülete
  - Schwanner Endre – fotóművész
  - „Az Andrássy út” – metszetek a századfordulóról (1900)
  - Kozák Kata – festőművész

## Egyéb képzőművészeti tevékenységek
- 2001/2003 tipográfiai szerkesztő a Szemere Bertalan Magyar Történeti Tudományos Társaság kiadványaiban.
- 2000/2001 a Játékszín Terézkörúti Színház Képzőművészeti Galériájának kiállítás-szervezője, rendezője.
- 1997 a PAD (vizuális költői esszé) Matiné 1997/98-1, 31. o.(a Színház- és Filmművészeti Egyetem művészeti-szakmai magazinja).
- 1995 grafikai publikációk – SIMBAH: Support for Independent Media in Budapest and Hungary 1995, júl. 15. 2–3. o. és 1995. júl. 24. 3. o.
- 1993 DESIGN & FASHION (fotógrafikák) – UMAJC: University of Maryland and American Journalism Center 1993. júl. 13. 4–5. o. és 1993. júl. 16. 7. o.
- 1993-1995 művészeti szerkesztő – AJCB Amerikai Újságíró Központ és az OFÉSZ által létrehozott országos diáklapban.
- 1992 kiállítás-rendező, a Magyar Művelődési Intézet képzése.

### Filmes tevékenységei
- Várj, míg sötét lesz (R.: Csiszár Imre), Gózon Gyula Kamaraszínház, előadásrögzítő, 2005.
- Kurázsi mama (R.: Csiszár Imre), Gózon Gyula Kamaraszínház, előadásrögzítő, 2005.
- Barátok közt c. TV-játékfilm (sorozat), R.: Márton István, RTL - Klub, színész, 2005.
- Játék a kastélyban (R.: Czeizel Gábor), Gózon Gyula Kamaraszínház, előadásrögzítő, 2004.
- Barátok közt c. TV-játékfilm (sorozat), R.: Szerencsés Gabriella, RTL - Klub, színész, 2004.
- Édes Anna (R.: Árkosi Árpád), Gózon Gyula Kamaraszínház, előadásrögzítő, 2004.
- Mozart levelei (R.: Angyal Mária), Gózon Gyula Kamaraszínház, előadásrögzítő, 2003.
- Repeta: „Póráz” c. TV-játékfilm (sorozat), Magyar Televízió (MTV-2), színész, 1997–99.
- Szegedi Szabadtéri Játékok interaktív referencia anyag szerkesztése/rendezése, Szegedi Nemzeti Színház és Szabadtéri Játékok, rendező, 2002.
- „Mensáros Est” videóanyag szerkesztése, vágása, rendezése, Játékszín Terézkörúti Színház, Budapest, rendező, 2001.
- „Rejtélyes viszonyok” c. színpadi mű tévéjátékszerű televíziós felvételével kapcsolatos szervezés/szerkesztés, Játékszín Terézkörúti Színház, Budapest, szerkesztő, koordinátor, 2000.
- Játékszín Terézkörúti Színház internetes honlapjának megtervezése és kialakítása, Játékszín Terézkörúti Színház, Budapest, rendező, 2000.
- Filmklub, Nagy László Gimnázium, Budapest, filmklubvezető, 1999–2000.
- Filmklub, B.M.-B.R.Sz.K.I., Budapest, filmklubvezető, 2001–2002.
- Filmklub, Teleházi Filmklub, Kismaros, mb. előadó, 1997-től folyamatosan havonként
- „Vasárnap” - Játékfilm, Magyar Független Film- és Videoszövetség, rendező, operatőr, vágó, 1990–1991.
- Moziüzemvezető, Művelődési Központ Martfű, ügyvezető, 1988–1991.
- Mozigépész, Művelődési Központ Martfű, 1988–1991.
- Art filmklub, Művelődési Központ Martfű, filmklubvezető, 1985–1991.

## Publikációk, előadások, konferenciák, szakdolgozatok
- Kocsis László Levente (2022): Hitelesség, bizalom, lojalitás és a stratégiai marketing kapcsolata a munkaerőpiacon (Budapesti Metropolitan Egyetem, Executive MBA – Stratégiai marketing szaktanácsadó Szakirányú Továbbképzési Szak).
- Kocsis László Levente (2020): Tavaszi újjászületés - művészetterápiás önismeretfejlesztés 15–18 éves középiskolai kollégiumi diákok részére (Wesley János Lelkészképző Főiskola, Komplex Művészeti Terapeuta Szakirányú Továbbképzési Szak).
- Kocsis László Levente (2012): Mentálhigiénés szemléletű szervezetfejlesztési projekt egy felnőttoktatási intézményben, egy fakultatív pedagógiai programon keresztül (Semmelweis Egyetem Egészségügyi Közszolgálati Kar Mentálhigiéné Intézet Mentálhigiénés és Szervezetfejlesztő Szakirányú Továbbképzési Szak).
- Kocsis László Levente (2012): Film-Nyelv-Kép In.: Művészet és interkulturalitás a nevelésben (tankönyv és oktatási segédanyag) Eötvös Loránd Tudományegyetem Pedagógiai és Pszichológiai Kar Interkulturális Pszichológiai és Pedagógiai Központ Budapest, 2010.
- Kocsis László Levente (2011): Rejtett előítélet kutatások a HR tevékenységek során a hazai MEP-on ELTE-PPK Interkulturális Pszichológia és Pedagógia MA szak „Egyén, közösség, társadalom” c. konferencia – 2011.03.03.
- Kocsis László Levente (2010): Hogyan lássunk interkulturálisan? ELTE PPK Interkulturális Pszichológia és Pedagógia MA szak „Interkulturális vizsgálódások” c. tudományos konferencia – 2010.04.03.
- Jakab Tamás, Kocsis László Levente, Vida Szabolcs (2007): Munkaerő-piaci helyzetkép Magyarországon 2005–2006, különös tekintettel a diákszövetkezetek tevékenységére.[8]
- Kocsis László Levente (2007): Humán erőforrás-fejlesztési Kiemelt Program a Budapesti Agglomeráció Területfejlesztési Koncepciója és Stratégia Programja egyeztetési eljárásához kapcsolódó rendezvénysorozat keretében a Budapesti Agglomeráció Kiemelt Programjait, közöttük a Humán erőforrás-fejlesztési Kiemelt Programot bemutató konferencia, a XV. kerületi Önkormányzati Konferencia – 2007.04.27.
- Gelencsér László, Kocsis László Levente, Komka Norbert, Rédei Mária, Vinczek György (2007): Budapesti Agglomeráció Human Erőforrás - Fejlesztési Cselekvési Terve[9]
- Kocsis László Levente (2006): Amsterdam – Nyitott szemmel (szerkesztő) Kossuth Kiadó.[10]
- Császár Józsefné, Cseppentő László, Gelencsér László, Kocsis László Levente, Komka Norbert, Rédei Mária (2006): Budapesti Agglomeráció Humán Erőforrás - Fejlesztési Kiemelt Programja.[11]
- Kocsis László Levente (2006): Az átalakulás stratégiai kérdései, avagy a Fővárosi Munkaügyi Központ – Központi Régióban betöltendő szerepéről.
- Kocsis László Levente (2004): Civilizáció, kultúra, művészet, polgárosodás „150 éve” Magyarországon az Európai integráció tükrében PPKE-BTK Történelemtudományi Doktori Iskola Régiótörténeti Műhely II. meghívásos konferencia - 2004.05.14.
- Kocsis László Levente (2003): A kultúra fogalmának értelmezése PPKE-BTK Történelemtudományi Doktori Iskola Régiótörténeti Műhely „Tér a történelemben” c. konferencia - 2003.09.26.[12]
- Kocsis László Levente (2003): A művészeti menedzsment és a minőségbiztosítás kapcsolata egy kulturális-művészeti intézményben.
- Kocsis László Levente (2002): Antikvitás és a rend filozófiája Szemere Bertalan Rendvédelem-történeti Tudományos Társaság „A rendvédelmi szakképzés története” c. XVII. Nemzetközi rendvédelem-történeti tudományos konferencia - 2002.11.12.
- Kocsis László Levente (2002–2004): Szemere Bertalan Rendvédelem-történeti Tudományos Társaság tagja, kiadványok, periodikák (szerkesztő).
- Kocsis László Levente (2000): Egy színház újjászületése (Színház- és Filmművészeti Egyetem – Színháztörténész szak 2000).
- Kocsis László Levente (2000): A tagolatlan idő: találkozás a verssel avagy „költőien lakozik az ember…” (Színház- és Filmművészeti Egyetem – Drámapedagógia szak 2000).
- Hodos Edina, Kocsis László Levente (1999): Színésznövendékek (avagy zenés műkedvelő kabaré - Interjú Benedek Miklóssal)in Matiné a Színház- és Filmművészeti Egyetem művészeti-szakmai magazinja 1998/99-1 11–13.o.
- Kocsis László Levente (1998): „Szubjektív” beszámoló Csurgóról[13] XVI. Országos Diákszínjátszó Fesztivál in Játékos a Magyar Színjátékos Szövetség szakmai folyóirata 1998/2 21.o.
- Kocsis László Levente (1998): DE MI IS AZ AZ OM?[14] OM Europe Fesztivál Hollandia 1998. április 21–26. in Játékos a Magyar Színjátékos Szövetség szakmai folyóirata 1998/2 30.o.
- Kocsis László Levente (1998): Film-Kép-Lét a Filmvilág 1998-as pályázatán dicséretben részesült tanulmány.
- Kocsis László Levente (1998): Egzisztenciálfilozófiai vizsgálódások az Áldozathozatal esztétikai-filozófiai struktúrájában (Janus Pannonius Tudományegyetem Bölcsészet- és Társadalomtudományi Kar filozófia szak).
- Kocsis László Levente (1997): A pad (vizuális-költői esszé) in Matiné a Színház- és Filmművészeti Egyetem művészeti-szakmai magazinja 1997/98-1, 31.o.
- Kocsis László Levente (1995): "Nem akartunk embert ölni" in memoriam Ulrike Meinhoff in SIMBAH: Support for Independent Media in Budapest and Hungary 1995. júl. 15. 2–3.o.
- Kocsis László Levente (1995): Társadalom Itt és Ott - válasz Andrea N. Laurnek in SIMBAH: Support for Independent Media in Budapest and Hungary 1995. júl. 24. 3.o.
- Kocsis László Levente (1993): A kultúra betegségei és a tömegmédiák in ME - Miskolci Egyetem, kulturális-művészeti és szakmai folyóirata XLI. évf. 4.sz. 8–9.o.[15]
- Kocsis László Levente (1993): "Kulturális újjászületés vagy halál" in UMAJC: University of Maryland and American Journalism Center 1993. júl. 13. 4–5.o. és Kocsis László Levente (1993): Design & Fashion in UMAJC: University of Maryland and American Journalism Center 1993. júl. 16. 7.o.
- Kocsis László Levente (1993–1998): Művészeti Szerkesztő AJCB Amerikai Újságíró Központ és az OFÉSZ által létrehozott országos diáklapban.
- Kocsis László Levente (1993): Állj! Újra vesszük! Újra vesszük? in ME - Miskolci Egyetem, kulturális-művészeti és szakmai folyóirata XL. évf. 16.sz. 16.o.
- Kocsis László Levente (1992): Az előadás in ME - Miskolci Egyetem, kulturális-művészeti és szakmai folyóirata XL. évf. 5.sz. 13.o.

## Egyéb tevékenységek
- 2015. április 18. verőcei Művelődési Ház: Emlékkiállítás a 100 éve született Magyarkuti Béla festőművész, rajzfilmkészítő tiszteletére. A kiállítást Kocsis László Levente filmesztéta, filozófus nyitotta meg.[16]
- A Magyar Drámapedagógiai Társaság tagja (1997)
- A Szolnoki Szigligeti Színház Dialógus Körének (Vezette: Fodor Tamás) tagja (1988–1991)
- Faludi Akadémia, Media-Communio Club, Budapest, klubtag (1999–2001)
- Fiatal Alkotók Köre (1984)
- Fiatal Művészek Szövetsége tag (1987)
- Független Alkotók Körének vezetése (1988–1991), Művelődési Központ - Martfű
- Magyar Film és Filmklubok Szövetség tagja 1998-tól, Budapest
- Miskolci Egyetem-BTK, JPTE-BTK egyetemi színpadok tagja (1991–1997)
- Zsűritag, Dunakanyar Báb és Színjátszókör Fesztivál Archiválva 2020. június 25-i dátummal a Wayback Machine-ben
- Zsűritag, Nagymarosi Hétszínvirág Színjátszó Fesztivál zsűritagja (1998–napjainkig)